# ريناتو تشيزاريني
ريناتو تشيزاريني (سينيغاليا، 11 أبريل 1906- بوينس آيرس، 29 مارس 1969) كان لاعب كرة قدم إيطاليًا حصل على الجنسية الأرجنتينية. لعب  مع أندية تشاكاريتا جيونيورز، يوفنتوس، وريفر بليت، كما لعب مع منتخبي إيطاليا والأرجنتين في 1920 و1930.
مع نادي اليوفنتوس فاز بخمسة ألقاب دوري إيطالي متتالية (1930-31، 1931-32، 1932-33، 1933-34، 1934-35)، وكان جزءا من فريق يضم اثنين أرجنتينيين لويس مونتي ورايموندو أورسي.
برز أيضًا كمدرب ناجح، حيث حقق (9 ألقاب) وكمنظم في إنشاء مدارس لتطوير لاعبي كرة القدم الشباب.
التعبير "منطقة تشيزريني"، الذي يُستخدم للإشارة إلى الدقائق الأخيرة من مباراة كرة القدم، يعود إلى عادته في تسجيل الأهداف خلال هذا الوقت. في الأرجنتين، تحمل مدرسة لكرة القدم اسمه، وفي روما توجد شارع يحمل اسمه أيضًا.

## حياته الشخصية
ولد ريناتو تشيزاريني في إيطاليا لكن بعد بضعة أشهر من بداية حياته انتقل مع عائلته إلى الأرجنتين واستقر في بوينس آيرس حيث نشأ وأصبح لاعب كرة قدم.
كان ناديه الأول هو بورغاتا باليرمو لكنه ظهر لأول مرة في دوري الدرجة الأولى مع تشاكاريتا جيونيورز ثم انتقل إلى نادي ألڤير بوينس آيرس وفيرو كاريل أويستي
انضم إلى منتخب الأرجنتين لكرة القدم وشارك لأول مرة في 29 مايو 1926 حيث لعب مباراتين وسجل هدفا واحد.
في عام 1930 ومع الهجرة الكبيرة للاعبين الأرجنتينيين إلى إيطاليا انتقل ريناتو تشيزاريني للانضمام إلى يوفنتوس حيث تمكن من الفوز بأربعة ألقاب في الدوري المحلي.
و لعب أيضا مع المنتخب الإيطالي وشارك لأول مرة في 25 يناير 1931 في مباراة انتهت بفوز إيطاليا على فرنسا بنتيجة 5-0 وكانت آخر مباراة له مع المنتخب في 11 فبراير 1934 عندما خسرت إيطاليا أمام النمسا 2-4
في عام 1936 عاد تشيزاريني إلى الأرجنتين حيث لعب مع تشاكاريتا جيونيورز ثم ريفر بليت النادي الذي اعتزل فيه و انهى مسيرته كلاعب كرة قدم.
طور لاحقا مهنة ناجحة كمدير فني حيث درب عدة فرق من بينها بانفيلد، تشاكاريتا، ريفر بليت، اليوفنتوس (الذي توّج معه بلقب الدوري الإيطالي مرتين وبطولة أوروبية)، وجامعة المكسيك الوطنية المستقلة.
كمدرب لريفر في الأربعينيات كان مسؤولاً مع كارلوس بيوسيلي عن فريق  الماكينا واحد من أفضل الفرق في تاريخ كرة القدم الأرجنتينية، وفاز معهم بالبطولة أعوام 1941، 1942 و1945.
عند عودته إلى ريفر ركز سيزاريني  بشكل خاص على تدريب الأطفال ولاعبي كرة القدم الشباب وأنشأ أكاديمية ريفر الشهيرة المعروفة بمضمونها الأخلاقي والتدريب الجيد والتفاني والتي ظلت نموذجًا يقتدى به.
نادي و مدرسة كرة القدم في روساريو أسسه خورخي سولاري يحمل اسمه تكريما له  وقد خرج منها لاعبون مثل خافيير ماسكيرانو وأندريس جوجليلمينبيترو وخافير غاندولفي ومارتن بوتاسو وبابلو بياتي
سُميت المنطقة الشهيرة تشيزاريني تكريماً له نظراً لقدرته على تسجيل الأهداف في الدقائق الأخيرة من المباراة.